# Katioucha
Pour les articles homonymes, voir Katioucha (homonymie).
« BM-13 » redirige ici. Pour les autres significations, voir BM13.

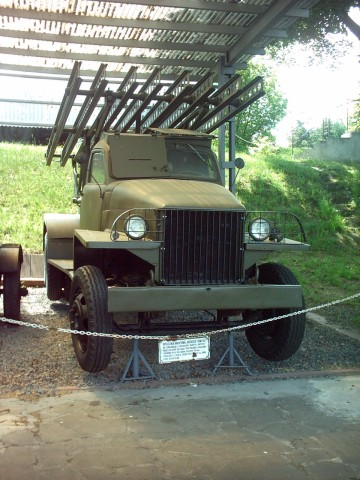
BM-13.

Katioucha (en russe : Катюша) est le surnom donné par les Soviétiques à un lance-roquettes multiple de la Seconde Guerre mondiale. Plusieurs batteries de Katiouchas étaient généralement alignées, dans le but de créer un tir de barrage et de destruction très important. Leur puissance de feu était néanmoins altérée par une forte imprécision du tir.

## Noms et surnoms
Ce projet de batteries à fusées mobiles a d'abord été baptisé « l'Erésa » par l'état-major soviétique.
Son surnom vient de la célèbre chanson traditionnelle Katioucha, très populaire à la veille de la guerre. Les raisons en sont obscures, mais certains font le rapprochement entre la « haute rive escarpée » dont parle la chanson avec la falaise au sommet de laquelle furent tirées, le 14 juillet 1941 à 10 heures du matin, les premières katiouchas. Elles sont testées en conditions de combat avec le type BM-13. La batterie du capitaine Flerov, qui participa à la validation de ce modèle, tira ce matin-là sur les troupes et l'équipement ennemis à la jonction ferroviaire de la ville d'Orsha, non loin de la ville de Roudnia durant la bataille de Smolensk, ville située dans l'oblast de Smolensk en Russie.
Les Cosaques l'appelèrent « Maria Ivanovna » du nom de l'épouse d'un général populaire chez eux : Golikov.
Elle était surnommée par les Allemands « orgue de Staline » (Stalinorgel) à cause notamment du rugissement caractéristique que chaque roquette produisait lors de son tir. De plus, le fait que celles-ci soient disposées en rangée sur un châssis de camion, pouvait effectivement faire penser à un ensemble de tuyaux d'orgue.

## Inventeur
La katioucha a été imaginée par le général André Kostikov (ru). C'est de manière impromptue, en se documentant sur l'histoire des armes à feu, qu'il tomba sur une édition française décrivant la machine infernale de Giuseppe Fieschi. Quand le général reçut une récompense de 100 000 roubles, il fit célébrer un office religieux à l’église de l'Arbat à Moscou en hommage à Giuseppe Fieschi. Ceux qui l'aidèrent à mettre au point l'arme étaient également présents : le major-général Basile Abarenkov, les colonels Ivan Gval et Vladimir Golskovski.

### Autre hypothèse
Les roquettes et leurs lanceurs ont été inventés conjointement par Leonid Schwartz, Sergueï Korolev et Gueorgui Erikhovitch Langemak qui travaillaient à l'époque dans un laboratoire de recherche de l'Institut de recherche scientifique sur les moteurs à réaction voué à la propulsion par fusée. En 1937, Leonid Schwartz et Gueorgui Langemak furent arrêtés dans le cadre des purges staliniennes. Korolev fut également arrêté le 27 juin 1938, puis interné dans un camp du Goulag de la Kolyma. Il fut libéré ultérieurement et dirigea le programme spatial soviétique.

## Mise en service durant la Seconde guerre mondiale 1941-1945
Les travaux soviétiques sur l'artillerie commencèrent en 1938 et le déploiement des BM-8 de 82 mm fut approuvé le 21 juin 1941.
Le 14 juillet 1941 à 15 h 15, une batterie d'artillerie expérimentale de sept lanceurs fut utilisée pour la première fois dans un combat contre l'armée allemande à Roudnia, sous le commandement du capitaine Flerov. Il utilisa sa batterie et pénétra de plusieurs kilomètres dans les lignes allemandes, causant beaucoup de dégâts. Sur le point d'être pris, il se fit sauter avec sa dernière batterie pour empêcher l'invention de tomber entre les mains de l'ennemi.
Les huit premiers régiments de Katioucha (36 lanceurs dans chaque unité) furent créés le 8 août 1941. Ces armes sont utilisées massivement pour la première fois le 31 octobre dans la bataille de Toula pour la défense de Moscou.
Une version améliorée, montée sur Studebaker US6, appelée BM-13N (« normalisé ») fut développée en 1943. Plus de 1 800 lance-roquettes de ce modèle furent fabriqués jusqu'à la fin de la Seconde Guerre mondiale. Pour des raisons de discrétion et de sûreté les unités de Katiouchas étaient désignées « régiments de mortiers de la Garde », alors que les Katiouchas (lanceurs de fusées) n'ont rien à voir avec les mortiers (artillerie à tir courbe).

## Description

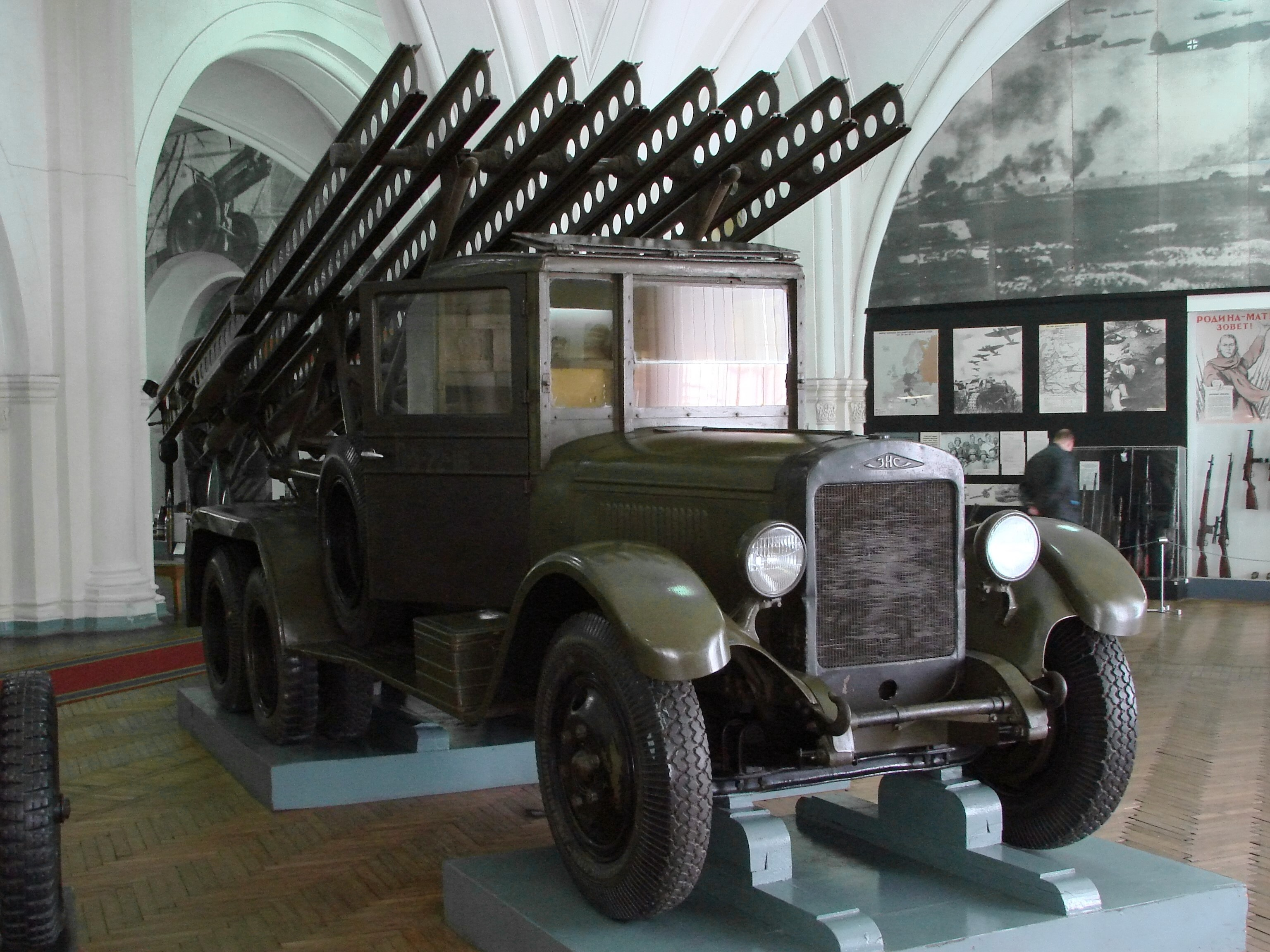
BM-13 Katioucha.
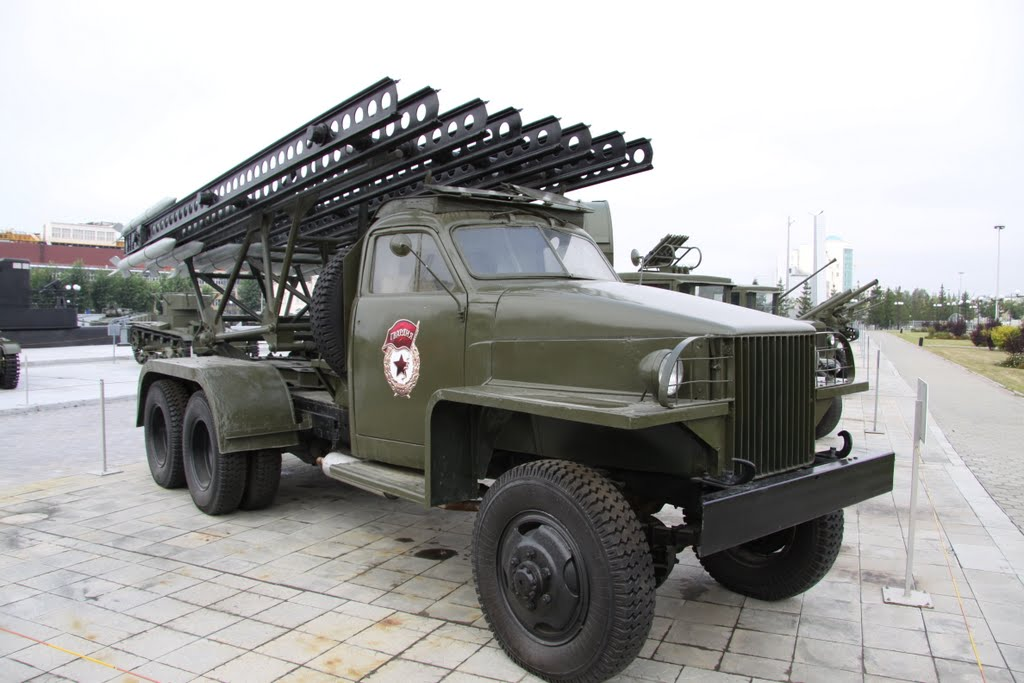
Lance-roquettes Katioucha sur Studebaker US6 (musée)
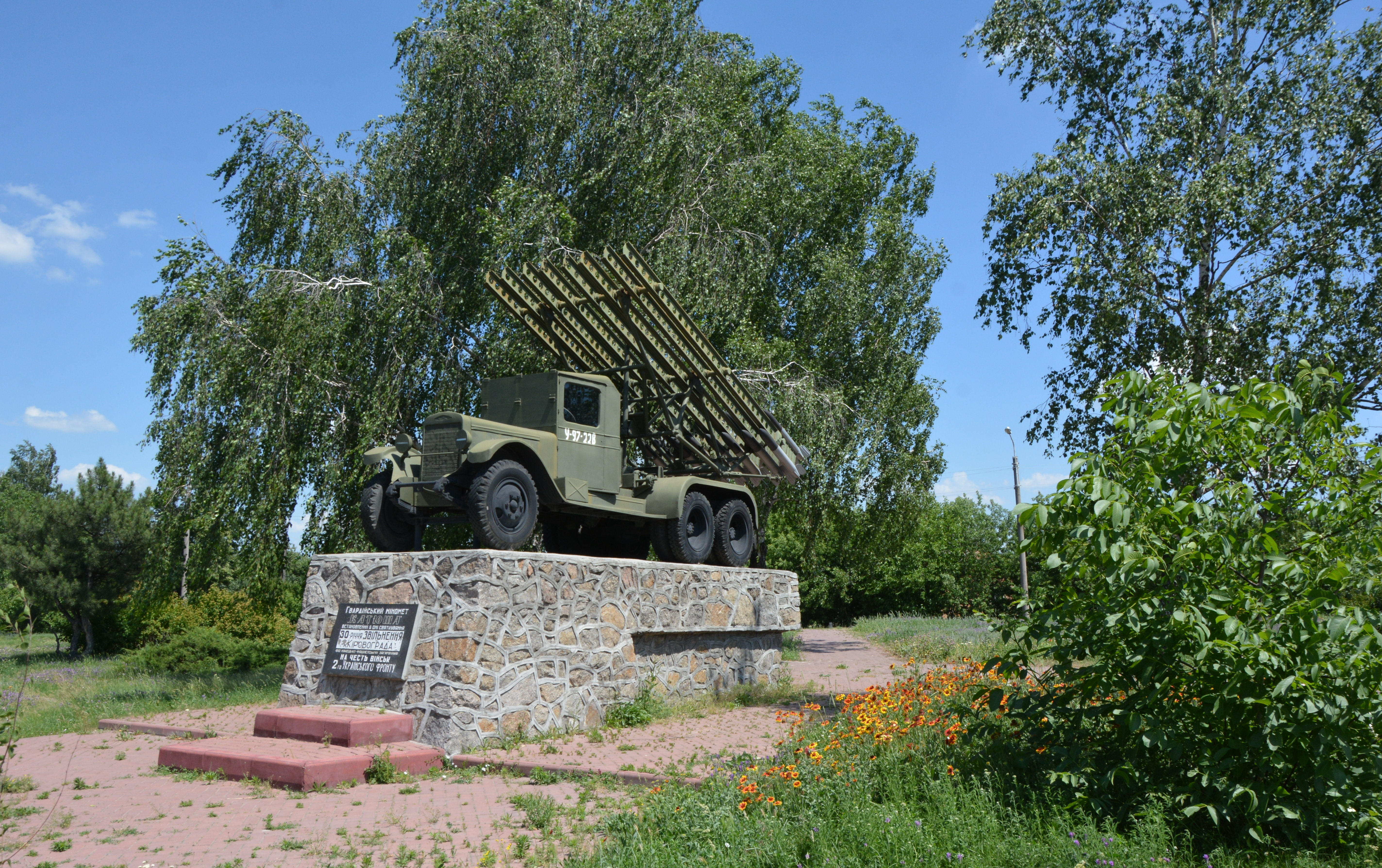
Le monument à Kropyvnytskyï, Ukraine
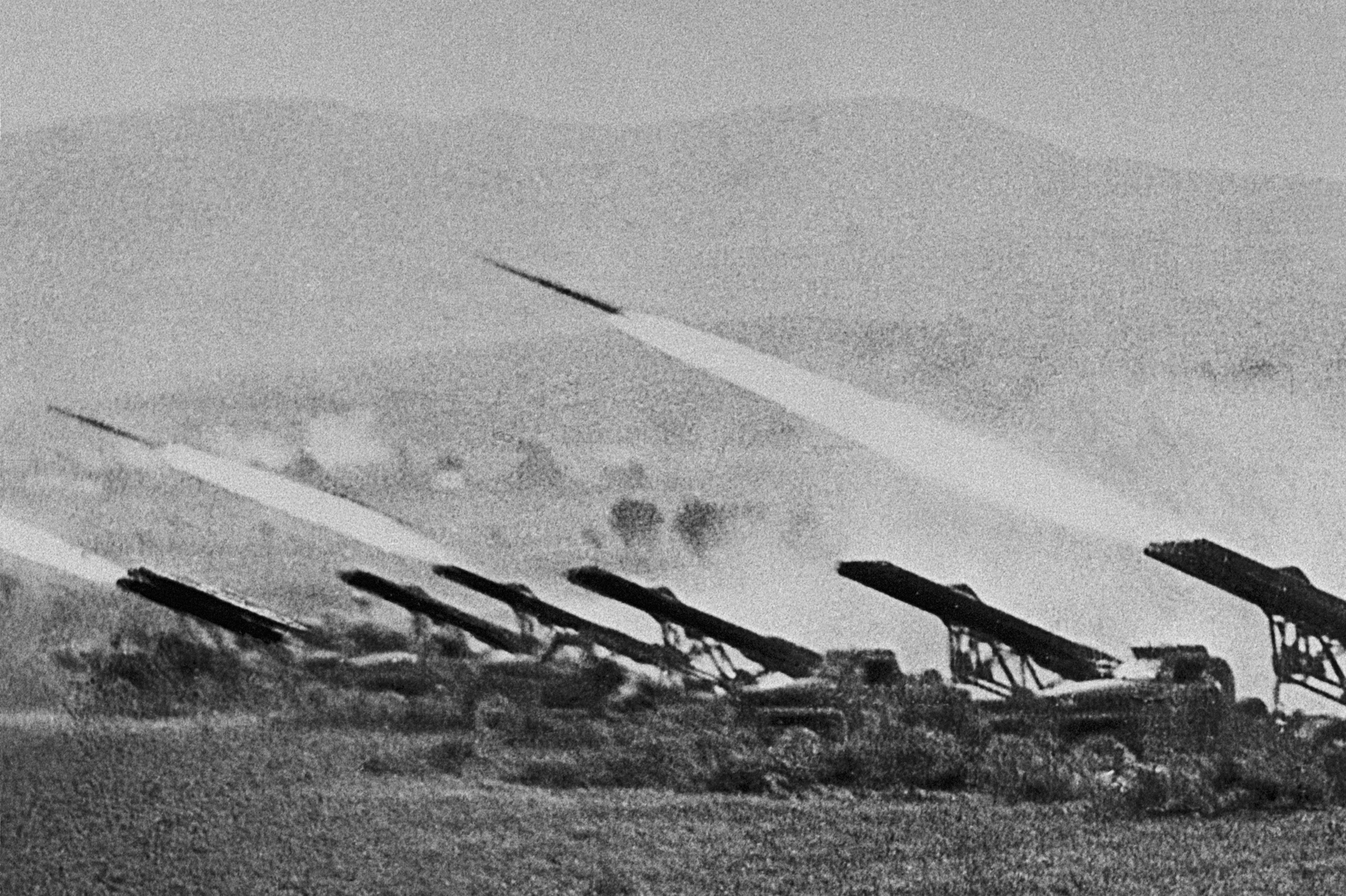
Batteries de LRM Katioucha [9] (Stalingrad, 1942).

Il existe deux versions de ce lance-roquettes en rafale, le BM-8 de 82 mm et le BM-13 de 132 mm (BM pour Boïevaïa Machina, « véhicule de combat »). Chaque camion comportait entre 14 et 48 lanceurs.
Les roquettes du système BM-13, appelé RS-132 (RS pour реактивный снаряд, Reaktivny Snariad, « roquette auto-propulsée ») étaient hautes de 1,8 m, de 132 mm de diamètre et d'un poids de 42 kg. Les roquettes étaient lancées par un propulseur solide à base de nitrocellulose disposé dans le moteur en acier de la roquette. La roquette était stabilisée par des ailerons cruciformes en tôle d'acier. L'ogive, chargée à l'explosif brisant, parfois préfragmentée, pesait environ 22 kg. La portée de tir des Katioucha était d'environ 8 km et chacune avait un rayon de destruction (ou de létalité) au sol d'environ 20 m. Les aires de destruction de toutes les roquettes du tir d'une même batterie devaient théoriquement se recouvrir, ce qui en faisait une arme fort destructrice et effrayante aux yeux des fantassins visés.

## Postérité
Le terme Katioucha est devenu générique pour désigner les lance-roquettes d'origine soviétique ou s'en inspirant. Ainsi, il est utilisé notamment dans le conflit israélo-libanais de 2006 ou la guerre civile libyenne de 2011 pour désigner les BM-21 Grad.